# Kvalitetsviner producerade i specifika regioner
Kvalitetsviner producerade i specifika regioner är vin med skyddade beteckningar i EU. Vin de qualité produit dans une région déterminée (VQPRD). Syftet är att konsumenter ska skyddas från att få ett alltför undermåligt vin och en enhetlig marknad.

## Regleringar
Det som regleras är oftast:
Listor med lämpliga druvor, instruktioner för odlandet av vinstockar, regler för anriknings- och sötningsmedelspraxis, stipulerandet av lägsta alkoholhalt, maximal hektarskörd, analyser av viner och bedömning av organoleptiska egenskaper, se till att druvproduktion, vinframställning och utveckling genomförs inom det specificerade området, de omständigheter under vilka kvalitetsvin kan nedgraderas till bordsvinsstatus.

### Syfte
För att bevara särarten hos viner med skyddade ursprungsbeteckningar och geografiska beteckningar och närma medlemsstaternas lagstiftningar till varandra i syfte att upprätta lika konkurrensvillkor inom gemenskapen har man antagit skyddade beteckningar och för konsumenternas skull bör vissa obligatoriska uppgifter samlas i samma synfält på behållaren.

## Länder inom EU
| Land           | Nationell klassifikation enligt QWpsr | Nationell klassifikation enligt QWpsr                                                                                      |
| Land           | Högre klass | Lägre klass |
| -------------- | --- | --- |
| Österrike      | Prädikatswein (Qualitätswein besonderer Reife und Leseart)                                                                                             | Qualitätswein, Districtus Austriae Controllatus                                                                            |
| Belgien        | Gecontroleerde oorsprongsbenaming (Nederländska), Appellation d’origine contrôlée (franska)                                                            | |
| Bulgarien      | Гарантирано и контролирано наименование за произход (ГКНП), "Garanterad och kontrollerad ursprungsbeteckning" (GKaNP)                                  | Гарантирано наименование за произход (ГНП), "Garanterad ursprungsbeteckning" (GNP)                                         |
| Cypern         | Οίνος Ελεγχόμενης Ονομασίας Προέλευσης (ΟΕΟΠ), "Kontrollerad ursprungsbeteckning" (OEOP)                                                               | |
| Tjeckien       | Jakostní víno s přívlastkem | Jakostní víno |
| Frankrike      | Appellation d'origine contrôlée (AOC) | Appellation d'origine vin délimité de qualité supérieure (AOVDQS or VDQS)                                                  |
| Tyskland       | Prädikatswein (före detta Qualitätswein mit Prädikat, QmP)                                                                                             | Qualitätswein (Qualitätswein besonderer Anbaugebiete, QbA)                                                                 |
| Grekland       | Ονομασία Προέλευσης Ανωτέρας Ποιότητας (ΟΠΑΠ), "Appellation med gott kvalitetsursprung" (OPAP)                                                         | Ονομασία Προέλευσης Ελεγχόμενη (ΟΠΕ), "Kontrollerad ursprungsbeteckning" (OPE)                                             |
| Ungern         | Minőségi bor, "Kvalitetsvin" | Védett eredetű bor, "Vin med skyddad ursprungsbeteckning"                                                                  |
| Italien        | Denominazione di origine controllata e garantita (D.O.C.G.),även på tyska som Kontrollierte und garantierte Ursprungsbezeichnung on wines from Bolzano | Denominazione di origine controllata (D.O.C.), även på tyska som Kontrollierte Ursprungsbezeichnung på viner från Bolzano. |
| Luxemburg      | Marque nationale + Appellation d'origine (A.O.) | |
| Malta          | Denominazzjoni ta’ Origini Kontrollata (D.O.K.) | |
| Portugal       | Denominação de Origem Controlada (D.O.C.) | Indicação de proveniência regulamentada (I.P.R.), Denominação de Origem (D.O.)                                             |
| Rumänien       | Vin cu denumire de origine controlată (D.O.C.) | |
| Slovakien      | Akostné víno s prívlastkom | Akostné víno |
| Spanien        | Denominación de origen calificada (DOCa), Vino de pago calificado                                                                                      | Denominación de origen (DO), Vino de calidad con indicación geográfica, Vino de pago                                       |
| Storbritannien | Quality wine (psr) | |

## Utanför EU
Även i länder utanför EU finns liknande beteckningar: 
- Algeriet: Appellation d'origine garantie (AOG)
- Argentina: Denominación de Origen Controlada (DOC) och Indicación Geográfica (IG)
- Australien: Geographical Indication (GI)
- Brasilien: Denominação de Origem (DO) och Indicação de Procedência (IP)
- Chilé: Denominación de Origen de Región Vitícola
- Kanada: Vintners Quality Alliance (VQA)
- Marocko: Appellation d'origine contrôlée (AOC) och Appellation d'origine garantie (AOG)
- Mercosur: Denominación de Origen Reconocida[3] och Indicación Geográfica Reconocida
- Nya Zeeland: Geographical Indication (GI)
- San Marino: Identificazione d’Origine (IO)
- Schweiz: Appellation d'origine contrôlée (AOC)
- Sydafrika: Wine of Origin (WO)
- Tunisien: Appellation d'origine contrôlée (AOC)
- USA: American Viticultural Area (AVA)